# Tentative de coup d'État en Estonie de 1924
La tentative de coup d'État estonien de 1924 est une tentative de coup d'État ratée en Estonie, dirigée par le Komintern et organisée par les communistes (principalement infiltrés de l'Union soviétique) le 1er décembre 1924,,,,. Sur les 279 communistes participant à la tentative, 125 sont tués au combat et plus de 500 personnes sont arrêtées plus tard. Les forces gouvernementales perdent quant à elles 26 hommes.

## Contexte
En 1920, de nouvelles directives sont fixées en Union soviétique lors du deuxième congrès du Komintern, les partis communistes à l'étranger doivent être créés, soit de toutes pièces, soit par division des partis sociaux-démocrates; ils doivent également rendre des comptes à Moscou et non à leurs électeurs nationaux.
Le Parti communiste d'Estonie est affilié au Komintern en 1920 et poursuit ses activités clandestines en Estonie avec un fort soutien soviétique.
L'incapacité et la mort de Vladimir Lénine (le 21 janvier 1924) déclenchent une lutte pour le pouvoir entre Léon Trotski et Joseph Staline. La politique étrangère du pays dérive pendant cette période. Le 1er décembre 1924, le Komintern tente un coup d'État communiste en Estonie.

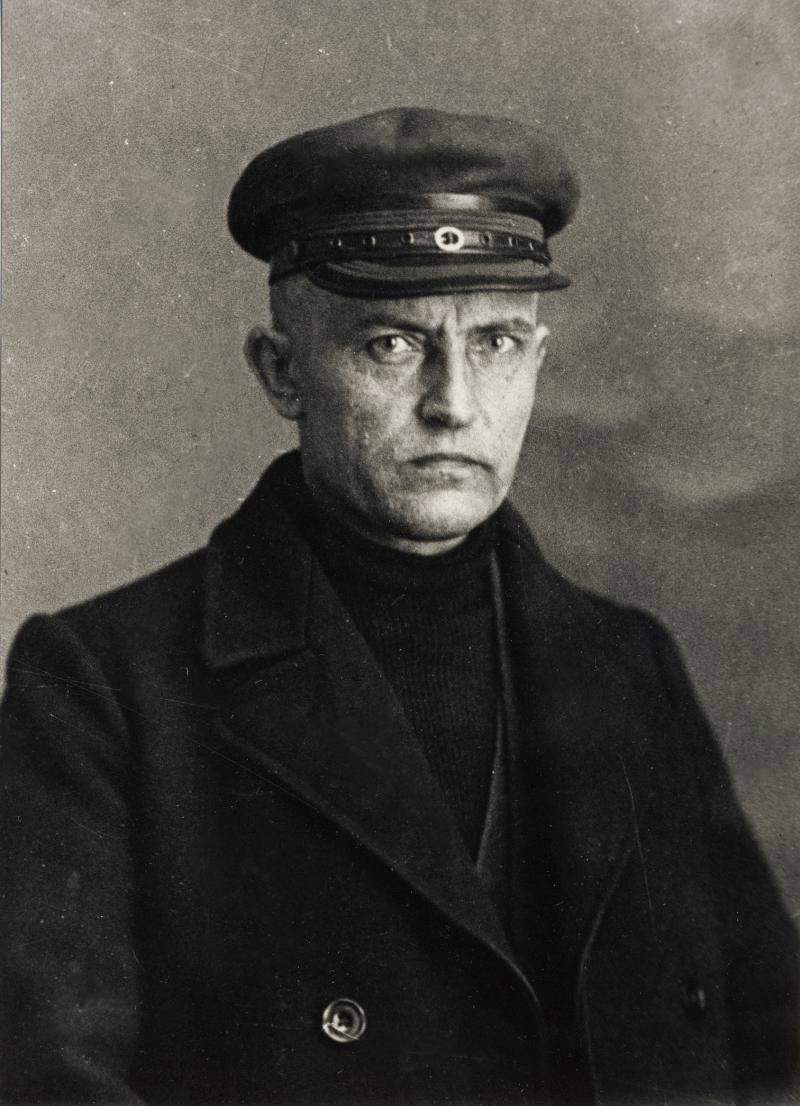
Jaan Anvelt

## Organisation
Soixante officiers du Razvedupr sont envoyés à Tallinn au printemps 1924 pour organiser un soulèvement.
Le plan est élaboré par Jaan Anvelt et Karl Rimm, ce dernier est un vétéran de la guerre civile russe. Le plan prévoit une attaque principale visant Tallinn, suivie de coups d'État à Tartu, Narva, Pärnu, Viljandi, Rakvere, Kunda et Kohila.
La révolte doit commencer à 5 heures 15, Les 279 communistes, pour la plupart infiltrés depuis l'Union soviétique, sont armés de 5 mitrailleuses légères Thompson, 55 fusils, 65 grenades à main, 8 engins explosifs et 150 pistolets. Au moment de l'organisation, il est préjugé à tort que les ouvriers et les soldats se joindraient à l'insurrection et prendraient ensemble le pouvoir dans la capitale. Le plan prévoit la création d'une République socialiste soviétique estonienne et d'un «gouvernement populaire ouvrier».
La plupart des projets sont dévoilés par le procès des 149 (en) en novembre 1924, qui élimine de nombreux organisateurs communistes potentiels. La première priorité des hommes armés est de reprendre l'Académie militaire estonienne basée dans la banlieue de Tondi au sud du centre-ville, la principale gare ferroviaire à voie étroite de Tallinn-Väike et un bataillon de troupes du génie à Nõmme.

## Déroulement
À la fin de novembre 1924, au moment où le procès des 149 (en) se termine, Moscou décide de lancer le soulèvement le 1er décembre. Le soir du 30 novembre 1924, les hommes qui préparent l'attaque de l'académie militaire doivent se rassembler à la maison Reimann à environ un kilomètre de la cible. Alors que 140 soldats sont attendus, seulement 56 se sont présentés. Les communistes sont armés d'une mitrailleuse légère, de quatre fusils, de quelques pistolets et de grenades à main. Trois messagers sont nommés pour rester en contact avec les autres groupes et le quartier général.
Les hommes armés commencent à se déplacer le 1er décembre 1924, à 5 heures du matin. À cette époque, l'académie accueille 450 élèves-officiers, sous-officiers et officiers. L'officier de service est le lieutenant Joosep Lääne, assisté d'un cadet, et les trois gardes viennent de regagner le bâtiment après leur patrouille.
Lorsque les hommes armés atteignent leur cible, ils attaquent le dortoir des cadets, lançant des grenades à main dans les fenêtres et tirant sur les cadets endormis au rez-de-chaussée. Trois gardes assistés de quatre cadets d'artillerie réussissent à prendre des pistolets semi-automatiques de 9 mm dans l'armurerie, bloquent le chemin vers le premier étage et ouvrent le feu sur les assaillants. Cela donne aux cadets du premier étage le temps de récupérer leurs armes dans l'armurerie et de lancer une contre-attaque, forçant les assaillants à battre en retraite. Au même moment, un petit groupe d'insurgés attaque le mess des cadets, qui est alors vide, l'officier de service et son assistant ayant quitté le bâtiment.
Une patrouille de cadets arrête une voiture venant de la ville, les voyant, le conducteur tente de s'échapper, mais lui et ses compagnons sont arrêtés et conduits à l'académie militaire. Deux d'entre eux s'avèrent être les frères d'un insurgé, Rudolf Vakmann, qui avait été envoyé pour apporter des armes de l'académie. Une cour martiale composée de trois officiers est formée. Après une enquête rapide, elle condamne les sept accusés à mort, la sentence est exécutée tard dans la nuit.
Neuf cadets sont blessés pendant le soulèvement. Les cadets Arnold Allebras, Aleksander Teder, Aleksander Tomson et August Udras ont été tués.
Un autre groupe de communistes attaque le château de Toompea, où se trouvent les bureaux du Riigivanem, du Riigikogu et du gouvernement. Un troisième groupe entre dans l'appartement du Riigivanem derrière la cathédrale Alexandre Nevski, Friedrich Akel (en), réussit à s'échapper par la porte arrière.
Les communistes réussissent à capturer l'aérodrome militaire et la caserne de la division aérienne de Lasnamäe, où des soldats les rejoignent. Cependant, des unités régulières supplémentaires arrivant, les attaquants sont forcés à battre en retraite. Deux lieutenants de l'armée de l'air sont traduits en cour martiale pour leur collaboration avec les assaillants et condamnés à mort. Voyant leur échec, les assaillants détournent deux avions militaires et tentent de s'échapper vers l'Union soviétique. L'un des avions est contraint d'atterrir près de Narva, mais l'autre réussit à traverser la frontière indemne.
Dans la division motorisée, les communistes obtiennent l'aide d'un sous-officier, reprennent le garage et endommagent certains des chars, les rendant inutilisables. Lorsque le sous-officier Loorents est abattu par Rudolf Kaptein, un autre sous-officier, les insurgés s'enfuient.
Un autre groupe prend le contrôle de la gare principale, arrête l'officier de permanence et tue plusieurs policiers. Comme tous les trains de voyageurs sont arrêtés par les insurgés, le ministre des Routes, Karl Kark, décide de diriger personnellement la situation. Il est blessé mortellement par balle dans les escaliers de la gare.
Un échange de tirs a également lieu au coin des rues Vene et Apteegi où se trouve le bureau de poste principal. Le chef de la garnison de Tartu, le général Ernst Põdder (en), est à Tallinn pour une course, alors qu'il boit un verre avec ses amis près de l'échange de tirs, il remarque l'escarmouche dans la rue et se précipite dans la bataille avec ses collègues.
À 10 heures du matin, les forces gouvernementales ont la situation sous contrôle et ont repris tous les bâtiments capturés par les rebelles.

## Conséquences
Bien que la tentative de coup d'État se soit terminée en cinq heures, la chasse à l'homme pour débusquer les participants se poursuit pendant plusieurs jours.
Le 5 décembre 1924, une bataille a lieu près de Tallinn à Iru. Les policiers abattent trois communistes éminents: Arnold Sommerling, Evald Ambos et Osvald Piiri. Le 7 décembre, une opération de police a lieu dans la rue Vilmsi à Tallinn. La police fait une descente dans une maison au 50 rue Vilmsi et tire sur trois communistes: G. Kreuks, V. Bogdanov et R. Pälson.
Certains des principaux organisateurs, dont Jaan Anvelt et Rudolf Vakmann, réussissent à s'échapper en Union soviétique. Plus tard, ils sont arrêtés et exécutés par les autorités soviétiques durant les Grandes Purges.
Le gouvernement décerne la Croix de la Liberté à dix personnes pour leur contribution: Johan Laidoner, Johan Unt, Hermann Rossländer, Rudolf Aaman, Richard Brücker, Rudolf Kaptein, August Keng, Alfred Klemmer, Albert Pesur et August Schaurup; c'est la dernière fois que le prix est accordé.
En 1974, un monument aux rebelles est inauguré de l'autre côté de la route de la gare de Tallinn-Baltique. Il est démoli au début des années 90.

## Film
- December Heat (2008) réalisé par Asko Kase, un film dramatique décrivant la planification du coup d'État et les événements du 1er décembre.